# Синхронне плавання на Чемпіонаті Європи з водних видів спорту 2018 — соло, довільна програма
Змагання з синхронного плавання в довільній програмі соло на Чемпіонаті Європи з водних видів спорту 2018 відбулися 5 та 7 серпня.

## Результати[1]
| Місце | Плавчиня              | Країна          | Попередній раунд | Попередній раунд | Фінал   | Фінал |
| Місце | Плавчиня              | Країна          | Очки             | Місце            | Очки    | Місце |
| ----- | --------------------- | --------------- | ---------------- | ---------------- | ------- | ----- |
| 1     | Світлана Колесніченко | Росія           | 95.5333          | 1                | 94.9333 | 1     |
| 2     | Лінда Церруті         | Італія          | 91.3000          | 3                | 92.5000 | 2     |
| 3     | Єлизавета Яхно        | Україна         | 92.9333          | 2                | 92.1333 | 3     |
| 4     | Іріс Тіо Касас        | Іспанія         | 89.2667          | 4                | 89.6000 | 4     |
| 5     | Євангелія Платаніоті  | Греція          | 89.0667          | 5                | 89.4000 | 5     |
| 6     | Єв Плене              | Франція         | 86.5000          | 6                | 87.3000 | 6     |
| 7     | Васілікі Александріні | Австрія         | 85.8667          | 7                | 86.0333 | 7     |
| 8     | Василина Хандошка     | Білорусь        | 85.5333          | 8                | 85.9333 | 8     |
| 9     | Кейт Шортман          | Велика Британія | 84.2000          | 9                | 84.7333 | 9     |
| 10    | Лара Мечнінг          | Ліхтенштейн     | 83.0000          | 10               | 83.8000 | 10    |
| 11    | Марлен Боєр           | Німеччина       | 80.9667          | 12               | 82.1000 | 11    |
| 12    | Вівієн Кох            | Швейцарія       | 81.7667          | 11               | 81.8000 | 12    |
| 13    | Софі Кісс             | Угорщина        | 79.2333          | 13               |         |       |
| 14    | Нада Даабусова        | Словаччина      | 78.9333          | 14               |         |       |
| 15    | Алзбета Дуфкова       | Чехія           | 78.2667          | 15               |         |       |
| 16    | Дефне Бакірчі         | Туреччина       | 77.8333          | 16               |         |       |
| 17    | Александра Атанасова  | Болгарія        | 75.5333          | 17               |         |       |
| 18    | Свєтлана Щепанська    | Польща          | 74.5000          | 18               |         |       |
| 19    | Невена Дімітрієвич    | Сербія          | 74.3333          | 19               |         |       |